# أدوبي فونتس
أدوبي فونتس (بالإنجليزية: Adobe Fonts)‏ هي خدمة عبر الإنترنت توفر لمشتركيها إمكانية الوصول إلى مكتبة الخطوط الخاصة بها، يمكن استخدام الخطوط مباشرة على مواقع الويب أو مزامنتها عبر أدوبي كريتيف كلاود مع التطبيقات الموجودة على أجهزة الكمبيوتر الخاصة بالمشترك.

## التاريخ
تم إطلاق أدوبي فونتس باسم Typekit في نوفمبر 2009 بواسطة شركة Small Batch Inc.
في أكتوبر 2011، استحوذت شركة أدوبي على Typekit.
في 15 أكتوبر 2018، غيرت Typekit اسمها إلى Adobe Fonts.

## وصلات خارجية
الموقع الرسمي